# Výprachtice
Výprachtice település Csehországban, az Ústí nad Orlicí-i járásban. Výprachtice Štíty, Horní Heřmanice, Horní Čermná, Červená Voda, Čenkovice és Bystřec településekkel határos. Lakosainak száma 960 fő (2024. január 1.).

## Népesség
A település lakosságának változását az alábbi diagram mutatja:
| Lakosok száma | 3258 | 3035 | 2251 | 1096 | 947  | 953  | 984  | 956  | 948  | 960  |
|               | 1869 | 1890 | 1921 | 1950 | 1980 | 2001 | 2017 | 2019 | 2022 | 2024 |